# 김선영 (가수)
김선영(1974년 ~)은 대한민국의 가수다. 2021년 정규 앨범 《짱돌 인생》으로 데뷔했다.

## 방송
- 보이스퀸 (2019) - Top50

## 음반
- MBN 보이스퀸 ROUND 1 (2019)
- 짱돌 인생 (2021)